# Montenegro (Brasil)
Montenegro es un municipio brasileño situado en el estado de Rio Grande do Sul. Según el censo de 2022, tiene una población de 64 322 habitantes.
Está ubicado en las coordenadas 29º41'21" Sur, 51º28'10" Oeste, a una altitud de 34 metros sobre el nivel del mar. Es el municipio más antiguo de la región de Valle del Caí (en portugués, Vale do Caí).
Ocupa una superficie de 425.02 km².

## Historia
Las tierras de Montenegro estuvieron entre las primeras exploradas por portugueses y españoles tras el descubrimiento de Brasil. El río Caí era una ruta importante para los comerciantes españoles que remontaban el Río de la Plata y para los comerciantes portugueses que venían de la Laguna de los Patos por el río Yacuí. Los exploradores realizaron incursiones terrestres con el objetivo de explorar y dominar tierras, además de buscar indios para utilizarlos como mano de obra en la minería y los ingenios azucareros en las capitanías del Norte.

### Lasbandeirasy Colonia de Sacramento
Aproximadamente en 1636 aparecieron los bandeirantes paulistas, entre ellos Antônio Raposo Tavares, y destruyeron gran parte de las aldeas. Esto obligó a los jesuitas a retirarse a la margen derecha del río Uruguay.
En 1680 se fundó Colonia del Sacramento en el actual territorio de Uruguay, en la margen izquierda del río homónimo, lo que estimularía el desarrollo de la capitanía de São Pedro do Rio Grande, que luego formaría el estado de Rio Grande do Sul. Atraídos por la riqueza y abundancia de la tierra, los tropeiros, sus familias y sus esclavos se establecieron definitivamente.